# Светлановская площадь
Светла́новская площадь — одна из крупнейших площадей Санкт-Петербурга, крупный транспортный узел. Образована пересечением проспекта Энгельса, проспекта Испытателей, 2-го Муринского и Светлановского проспектов.

## Название
Название Светлановская площадь получила 6 октября 1975 года по Светлановскому проспекту. Фактически название существовало уже с 1967 года.

## История

Пересечение Муринского проспекта и Выборгского шоссе на карте 1914 года

До революции на месте площади находился перекрёсток Выборгского шоссе (ныне проспект Энгельса) и Муринского проспекта (ныне — 2-й Муринский), а также подворье Арзамасского Новодевичьего Алексия человека Божия женского монастыря.
В 1906 году при подворье была построена часовня, вот что сообщала об этом газета «Колокол» № 165 от 5 августа 1906 года:
В настоящее время сооружается по Выборгскому шоссе в Лесном большая, довольно красивой архитектуры часовня. При часовне имеется подворье Арзамасского женского монастыря Нижегородской епархии. Освящение часовни состоится на этих днях. В непродолжительном времени она будет обращена в храм. Это будет шестой храм в Лесном.
Позднее часовня действительна была обращена в храм святого Алексия человека Божия, а к 1916 году уже была построена новая часовня по проекту А. А. Бибера, освящённая в 1918 году. В апреле 1920 года в часовне разрешили служить литургии, из закрытого уже монастыря туда перенесли мироточивую икону Божией Матери «Утоли моя печали». Службы в часовне продолжались до 1930 года.
Во время Великой Отечественной войны в часовне иконы Божией Матери «Утоли Моя Печали» находился эвакопункт. Из близлежащих домов сандружинницы приводили сюда полуживых детей. Их кормили соевым молоком, регистрировали и отправляли на Большую землю. Здесь от голодной смерти спасли десятки, если не сотни жизней.
Сама часовня простояла до начала 60-х годов XX века, когда завершалось формирование ансамбля собственно Светлановской площади.
В 1929 году у предприятия «Светлана» было сооружено трамвайное кольцо, фактически положившее начало площади.
В начале 1960-х годов было завершено формирование восточной части площади: до площади был продлён Светлановский проспект, а трамвайное кольцо ликвидировано.
Первоначально, по генеральному плану застройки района, на месте рынка предполагалось возвести доминанту площади — здание райисполкома, а в центре расположить фонтан, однако этим планам не суждено было сбыться.
Во второй половине 1970-х годов Светлановский рынок был ликвидирован, на его месте пролегли трамвайные пути новой магистрали — проспекта Испытателей, были разбиты газоны и высажены деревья. Площадь приобрела нынешний вид.

## Архитектурный ансамбль
Облик площади формируют три здания, расположенные полукругом — дома 21, 23 и 25 по проспекту Энгельса. Они представляют собой единый архитектурный ансамбль, объединённый крупным пилястровым ордером. Авторы — архитекторы Белов В. Ф., Савкевич М. П., Л. Л. Шретер (1950-е годы). С другой стороны площади плотной застройки нет, два однотипных здания (1959—1961 года) по чётной стороне проспекта Энгельса отделены от проезжей части проспекта небольшими скверами, в центральном круге площади также находится зелёная зона.

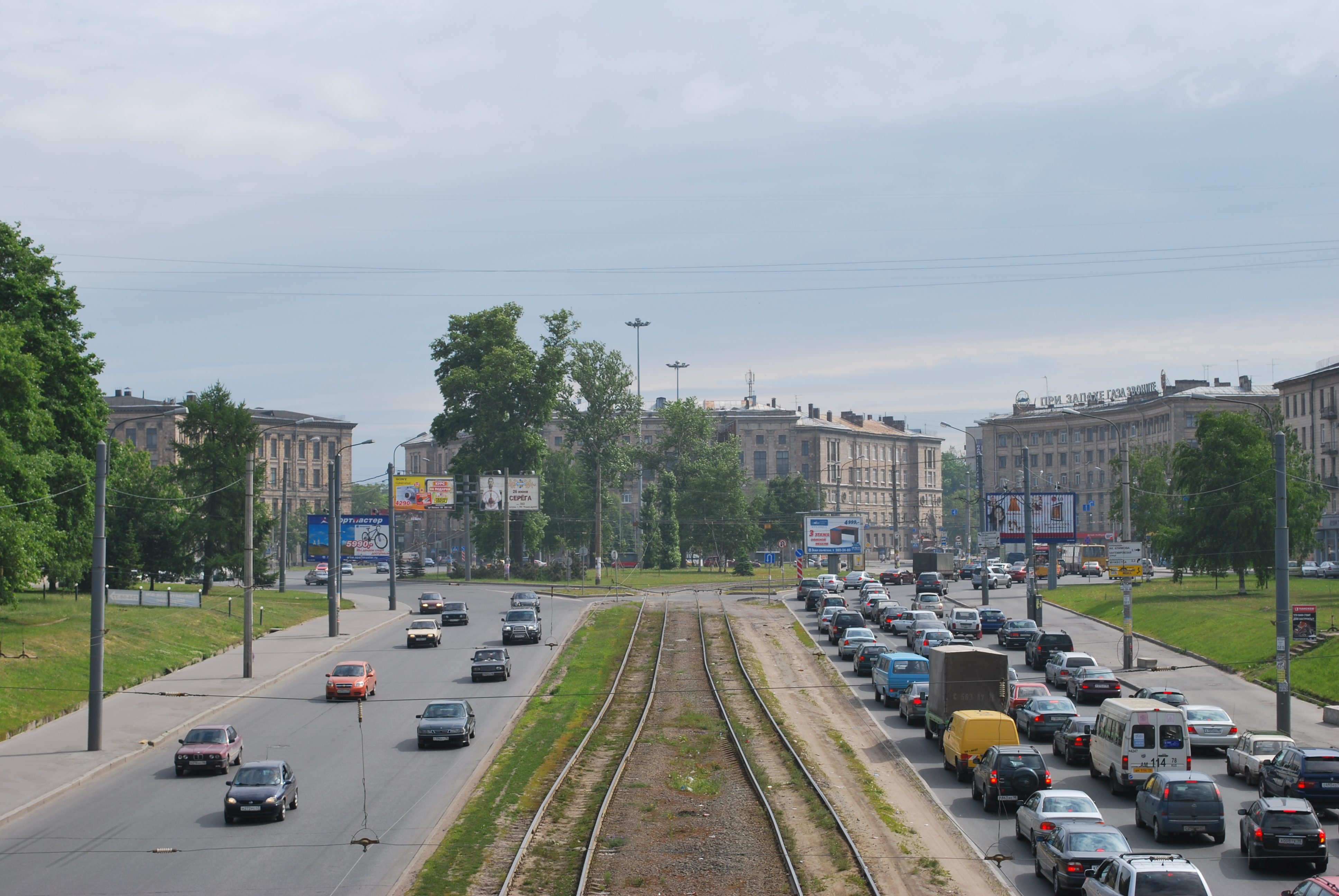
Светлановская площадь со стороны проспекта Испытателей

### Объединение «Светлана». Лабораторный корпус (проспект Энгельса, дом 25,Светлановский проспект, дом 2)
Объединение «Светлана». Лабораторный корпус. Здание в стиле сталинского неоклассицизма построено в 1950-е годы по проекту архитекторов В.Ф. Белов, М.П. Савкевича, Л.Л. Шрётера. Объединение «Светлана» занимается разработкой и выпуском мощных электровакуумных приборов и изделий микроэлектроники

### Радиополитехникум (Светлановский проспект, дом 1, проспект Энгельса, дом 23,2-й Муринский проспект, дом 2)
Радиополитехникум или Колледж информатизации и управления. Здание в стиле сталинского неоклассицизма построено в 1961 году по проекту архитекторов В.И. Заусской, Л.Л. Шрётера специально для Ленинградского ордена Знак Почёта радиополитехникума. Сейчас здесь находится Санкт-Петербургский политехнический университет Петра Великого, институт среднего профессионального образования.

### Жилой дом (проспект Энгельса, дом 21, 2-й Муринский проспект, дом 21)
Жилой дом семиэтажный, кирпичный построен в 1956 году в стиле сталинского классицизма по проекту архитекторов В.Ф. Белова, М.П. Савкевича, Л.Л. Шрётера. С 1957 года на первом этаже работал магазин «Гастроном», образцовый магазин по продаже всех видов продовольственных товаров.

### Жилой дом (проспект Энгельса, дом 22)
Пятиэтажный жилой дом из кирпича, построен в 1963 году по типовому проекту серии 1-405, сталинка.

### Жилой дом (проспект Энгельса, дом 28)
Пятиэтажный жилой дом из кирпича, построен в 1961 году по типовому проекту серии 1-405, сталинка.

## Сквер на углу чётной стороны проспекта Энгельса
С начала 2007 года возник конфликт между застройщиками зелёной зоны возле дома 28 по проспекту Энгельса (изначально планировалось строительство ресторана быстрого питания, затем в планах было строительство ТРК) и жителями окрестных домов. В ходе общественного расследования были обнаружены многочисленные нарушения при подготовке строительства. Застройщик пытался вести незаконную разработку котлована. Часть деревьев на месте сквера была вырублена.
Чиновники, в свою очередь, признавали свою ошибку и не меняли признанных решений:

Да, наверное, допустили ошибку, но там уже всё вырубили под этот ресторан, его перепродали

Надо достраивать — это моё мнение, раз уж так получилось— вице-губернатор Александр Вахмистров
После этого заявления борьба за сохранение сквера была продолжена, ему было предложено присвоить имя избранного президента Д. А. Медведева. Эпопея со строительством ресторана на Светлановской площади завершилась 25 ноября 2008 года, когда правительство Петербурга отменило четыре постановления о проектировании и строительстве на углу Светлановской площади и проспекта Энгельса. Последствия незаконного строительства были убраны, а весной 2009 года началось благоустройство сквера.
В сентябре 2009 года жители Светлановской площади выступили с инициативой установить в сквере Медведева скульптуру «Блокадная Мадонна», изготовленную петербургским художником и скульптором Михаилом Звягиным.
9 мая 2011 года на Светлановской площади в сквере прошла акция «900 корабликов памяти и надежды». Надежды на то, что скульптура в память о Блокаде всё-таки будет установлена в сквере.
.

## Транспорт
Ближайшие станции метро к Светлановской площади:  «Пионерская» (пешком до площади 1,9 км),  «Удельная» (1,8 км),  «Площадь Мужества» (2,47 км).
Остановка общественного наземного транспорта: 
- остановка «Проспект Энгельса»: автобусы 294, трамвай 55;
- остановка «Светлановская площадь» (на 2-м Муринском проспекте): автобус 294, трамвай 40, 48, 55, 61;
- остановка «Светлановский проспект, 1»: автобус 9, 40, 93, 98, 202, 293.